# Ross Johnston
Ross Johnston (Charlottetown, 18 febbraio 1994) è un hockeista su ghiaccio canadese (ma nato in Svizzera), ala sinistra degli Anaheim Ducks (NHL).
Prima dei Ducks, Johnston ha giocato con i New York Islanders.